# MGA Entertainment
MGA Entertainment Inc. (kurz für Micro-Games America Entertainment) ist ein 1979 von Isaac Larian gegründeter Hersteller von Kinderspielzeug und Unterhaltungsprodukten. Der Hauptsitz des eigentümergeführten Unternehmens befindet sich auf einem gemischt genutzten Firmengelände in der Gegend von Chatsworth in Los Angeles.
Zu den bekanntesten Produkten gehören die Modepuppenlinie Bratz, BABY Born, L.O.L. Surprise!, Num Noms und Rainbow High. MGA ist auch Eigentümer von Little Tikes und Zapf Creation.

## Geschichte
2018 kündigte der CEO Larian die Eröffnung einer Niederlassung in Australien im Folgejahr an. 2019 scheiterte die Übernahme des Wettbewerbers Mattel. 2021 zählte MGA zu den vier größten Spielzeugfirmen der Welt.